# 8997 Davidblewett
8997 Davidblewett eller 1981 ES14 är en asteroid i huvudbältet som upptäcktes den 1 mars 1981 av den amerikanska astronomen Schelte J. Bus vid Siding Spring-observatoriet. Den är uppkallad efter David T. Blewett.
Asteroiden har en diameter på ungefär 6 kilometer.